# Serra de l'Estall
La Serra de l'Estall és una de les serres que delimiten les comarques de l'Alta Ribagorça, a ponent, i del Pallars Jussà, a llevant, tot i que administrativament ha quedat inclosa del tot dins de la segona, d'aquestes comarques.
Abans del 1970 separava els termes municipals d'Espluga de Serra, de l'Alta Ribagorça, i de Toralla i Serradell, del Pallars Jussà; actualment separa els de Tremp, que absorbí el d'Espluga de Serra, i el de Conca de Dalt, que feu el mateix amb el de Toralla i Serradell.
Es tracta d'una serra curta (no arriba a dos quilòmetres) que és entre dels 1650 i els 1700 metres d'altitud. Al nord-est enllaça amb la serra de Camporan, que n'és la seva continuïtat natural, al nord-oest amb els primers contraforts de la Serra de Sant Gervàs, i al sud-oest, amb les carenes que menen al Pic de Lleràs i a la Serra de Castellet.